# Каталог Манделы
«Каталог Манделы» (англ. The Mandela Catalogue) — аналоговый хоррор, созданный американским ютубером Алексом Кистером в 2021 году, когда он учился в летнем колледже. Действие происходит в вымышленном округе Мандела, штат Висконсин, который терроризируют так называемые «альтернативы» — двойники, принуждающие своих жертв совершить самоубийство. Сериал стал популярен в сети через обзоры и реакционные видео Интернет-пользователей.

## Место действия и жанр
Основные события Каталога Манделы происходят в 1990—2000 годы в вымышленном округе Мандела, штат Висконсин. Жителей округа преследуют мистические, способные изменять свой облик, существа, известные как альтернативы. Двойники принуждают своих жертв свести счеты с жизнью, могут манипулировать аудиовизуальными средствами массовой информации.
Сериал основывается на сюжетах из Библии, содержит изображения ангелов и демонов. Главный антагонист утверждает, что он является Гавриилом, архангелом, возвестившем о появлении на свет Иисуса Христа. В каталоге так же присутствуют отсылки к Адаму и Еве в райском саду и Ною с его ковчегом.
Повествование в Каталоге Манделы идет не в хронологическом порядке. На данный момент имеется 5 «томов» и 6 коротких видеороликов в двух «актах» каталога. Первый том был опубликован 10 августа 2021 года. Сериал является частью поджанра найденных кассет, именованного аналоговым хоррором. Его выпуски зачастую представлены как инструктирующие видео из несуществующего департамента временных явлений или искажённых вставок из мультфильма «Библия для начинающих» и оформленных под эстетику VHS..

## Разработка и производство
Каталог Манделы был создан Алексом Кистером, когда ему было восемнадцать лет. Алекс родился в городе Хубертус, США. На тот момент студент, летом 2021 выпустил серию коротких видеороликов. Это была его первая работа над созданием сериала. «Overthrone» изначально задумывался как ролик без продолжения, а идея была взята из писательского проекта Кистера в старшей школе. Он планировал переделывать детские мультфильмы, так чтобы они наводили ужас. Но популярность эпизода поменяла планы Алекса, поэтому он создаёт продолжения по сей день.
У Кистера был почти нулевой бюджет, он использовал примитивную обработку, все сцены он снимал сам в своём доме, а его друзья рисовали статичных героев и помогали записывать голоса. В интервью для GC Алекс рассказал, что он хочет разработать скримеры, пугающие психологически, а не на уровне рефлексов.
Кистер сказал, что сериал изначально начинался как творческий выход для экзистенциального кризиса, с которым он сталкивался, особенно когда речь шла о религии, христианстве. Так же вдохновением была изоляция и отсутствие безопасности, которые пережили многие во время пандемии COVID-19. Кистер основывал свою идею на таких аналоговых сериалах, как The Walten Files, Gemini Home Entertainment, Local 58 и хоррор-фильмах, как «Сияние» и «Изгоняющий дьявола».
Наименование сериала было придумано на основе эффекта Манделы, но первоначальным названием было «Архив сдвигов во времени», но позже эта идея была отклонена.
В октябре 2022 Алекс Кистер начал сотрудничество с Makeship для создания мерча по сериалу.

## Критика
Dread Central назвал сериал «лучшим [примером] того, как выглядит и звучит аналоговый ужас», добавив, что «чувство неуверенности, возникающее от осознания того, что тебе страшно, постоянно манипулируется визуально».